# リリス (ヴァンパイア)
リリス (Lilith) は、カプコンの2D対戦型格闘ゲーム『ヴァンパイア』シリーズに登場する架空のキャラクター。

## 概要
『ヴァンパイア セイヴァー』（以下『セイヴァー』）において、同作品シリーズのキャラクター・モリガンと似た様相や関連の深い設定を持って登場する。
その性格設定や身体的特徴（後述）から、当時の一部ゲーム雑誌ではいわゆるロリキャラとして記載、紹介されたことがある。ただしリリスのスリーサイズは胸部以外モリガンと同じであり、身長と体重もそれぞれ-4cm/-4kgでしかない。

## キャラクター設定
誕生の時点で、三大貴族と呼ばれるS級魔族以上の魔力を持って生まれたモリガン・アーンスランド。しかし、その余りある魔力は、暴走して自滅することを危惧した養父の魔王ベリオールによって、3つに分けられた。1つはモリガンの体内に残され、1つはベリオールが自ら体内に保管、そしてもう1つは封印空間で保管された。やがて300余年の時間の中で封印された空間の中の魔力が形を成して、気ままに生きるモリガンを見ているうちに人格を形成してリリスとなった。そんな折、復活を果たした三大貴族の一人の冥王ジェダによって発見され、「価値ある魂を集める」という交換条件のもと仮初の体を得る。そしてリリスは限られた時間の中で元の体に戻るため、モリガンを求めて動き出す。なお、リリスとモリガンは分割された存在という関係上、そのどちらもが本物の「人格」であり、力も同等である。また、公式における種族表記は「?」とされており、断定されていない。
その性格は一見してまだ幼い少女のようだが、ゲーム中に発する台詞や勝利メッセージの多くには残酷さと妖艶さが醸し出しされている。台詞の端々に含ませる艶めかしいそれは意図して表現している訳ではなく、もとがサキュバスであるだけに無自覚的に相手の動揺を誘うような言葉遣いになっているため。猟奇性を孕んだ傾向も、その性格に“無邪気さと残酷さが同居している”ことが要因。言うなれば「幼さ故の残酷さ」である。
リリス本人はモリガンを「戻るための本体」と捉えている。モリガンを求めるその感情に憧れや嫉妬などは含まれておらず、「もとに戻りたい」という純粋な回帰志願のみがある。「リリス」という名は自ら付けたとされる。
『セイヴァー』のリリスのエンディングではモリガンを目の前にして消滅するが、その後、当主の証である指輪を身に着けようとしなかったモリガンが「左手がリングを望むような感じ」と言い、それを填めている。一方、モリガンのエンディングでは敗れたリリスをモリガンが体内に迎え入れて融合を果たす。一体化したことによるリリスの人格に関しては、2つの人格が融合・共存することになる。
『セイヴァー』のアーケードモードではビクトルの乱入キャラクター、およびフェリシアの最終ボスとして登場する。
『MARVEL VS. CAPCOM CLASH OF SUPER HEROES』『MARVEL VS. CAPCOM 2 NEW AGE OF HEROES』（以下『MvC』『MvC2』）でのモリガンは登場演出においてリリスと合体するシーンがある。また、『MvC』には隠しキャラクターとして、モリガンの体をリリスの心が操っているという独自設定の「リリス風モリガン」が登場する。
『ポケットファイター』、『頂上決戦 最強ファイターズ SNK VS. CAPCOM』、『タツノコ VS. CAPCOM』では単独のキャラクターとして参戦していないが、モリガンの「ダークネスイリュージョン」およびそれに相当する技の分身役として登場する。

### 容姿と特色
元はモリガンの挿げ替えキャラクターとして作成されたキャラクターであるため、それに近い様相をした少女の姿である。
初期のそれぞれ異なる設定案には「天使の血を引く魔族でモリガンの姉」や「実は男、または両性具有」などの案があった。スタッフインタビューでは性別は女性と答えられているが、最終的には性別不明の設定になり、ストーリー・設定担当の村田治生は「時代を先取りした男の娘」「外見は女性的だが男か女かは分からない曖昧な設定」と語っている。
モリガンとの違いとしては、まず服装の基本色が黒と紫から赤と濃い水色に変わり、服装の胸部に空けられた穴部がモリガンはハート形だがリリスはダイヤ形（初期設定画において「モリガンがハートなのでなんとなくダイヤ」とスタッフによる記述がある）。容姿はモリガンの薄緑色のロングヘアや豊満な乳房に対して、紫色のショートヘアと極端な貧乳など、総合して対比的な要素が強い。技名もモリガンの「シャドウブレイド」「ダークネスイリュージョン」などの暗・影の単語を冠するものに対し「シャイニングブレイド」「ルミナスイリュージョン」などのように明・光の単語を冠した名が付けられている。

### 他キャラクターとの関係
『セイヴァー』においては、ストーリー上の明確な接点が存在するのはモリガンとジェダのみであるが、フェリシア使用時の最終ボスとして登場する。対戦前の掛け合いでは、魔界の救済を標榜するジェダが倒されたことで魔界の住人たちが魔界もろとも消滅する運命に立たされたことを嘆いており、エンディングで新しい未来に向けて踏み出していくフェリシアの姿と対比されている（ただし、彼女の存在が直接的にストーリーに影響を及ぼした様子は特に描写されていない）。また、ビクトル使用時の乱入キャラクターとしても登場し、試合開始前の会話デモで相手の喪失体験に関心を示すようなセリフをしゃべる。

## ゲーム上の特徴
上記のとおり、元々モリガンとは互換性ありのキャラクターとして作られたことで比較的共通した動きの技が多く、モリガンと同じように背中の翼を武器に変えて戦う戦闘スタイルである。しかし、技の性能はモリガンのそれとは違うものも多い。飛び道具の「ソウルフラッシュ」は、モリガンの「ソウルフィスト」と比べると、弾速が遅く射程も非常に短い。また、対空攻撃である「シャイニングブレイド」は羽を横に広げて刃に変える分、「シャドウブレイド」に比べると攻撃範囲が横に広い。その他、ダッシュの性能がモリガンとは異なっており、単純にモリガンとほぼ同じ性能であるとは言えない。特に、EX必殺技の「グルーミーパペットショウ」は、シルクハットを当てた相手を拘束し強制的に踊らせる技で、BGMに合わせて表示された通りボタンを押し、その成否により相手に与えるダメージが変化するという異色の技である。基本性能はモリガンに似ているが、低めの攻撃力、通常攻撃の対空力の低さ、そして地上での中段属性の攻撃を持っていないなどの面が違っている。

## 技の解説

### 通常技
作品によって若干差異はあるが、ここでは『ヴァンパイア』シリーズでの技名称を掲載。なおジャンプ状態の垂斜の区別はない。また一部の技はモリガンと共通している。
| 操作     | 立ち（近距離）       | 立ち（遠距離）         | しゃがみ             | ジャンプ               |
| -------- | -------------------- | ---------------------- | -------------------- | ---------------------- |
| 弱パンチ | ネックチェリッシュ   | ハニーウィスパー       | パープレクスタッチ   | リトルギムレット       |
| 中パンチ | ハートピアッシング   | ギルティーシルエット   | エビルウイング       | サプライズエッジ       |
| 強パンチ | エクスタシークライム | スプラッシュリビドー   | ミステリアスアーク   | ドラスティックオーバル |
| 弱キック | ファニースウィープ   | ファニースウィープ     | スーシングティップ   | ハードポイント         |
| 中キック | レッグインパルス     | レッグインパルス       | センシャルインサート | コケティッシュライン   |
| 強キック | ネクロディザイア     | ラディワンドオープナー | ロマンティックスレイ | リリカルティアー       |

### 特殊技
ハイジャンプ
通常より若干高いジャンプをする。通常のジャンプでは言葉を発しないが、ハイジャンプ時は掛け声を発する。
空中ダッシュ
『ヴァンパイア クロニクル』（以下『クロニクル』）の「ヴァンパイアタイプ」と「ハンタータイプ」でのみ、ハイジャンプの代わりに使用可能。

### 投げ技
イノセントハグ
つかんだ相手を、翼を刃に変えて切断する。相手の胴体は一度真っ二つになったあとに再びくっつく。技後は追い打ちが入る。
チャイルディッシュドロップ
空中投げ。翼で相手を掴んでそのまま着地し、地面へ叩きつける。相手との向きが必ず入れ替わる。技後の追い打ちは不可。

### 必殺技
シャイニングブレイド
翼を広げて刃に変えて飛び上がる。弱中強のボタンにより、技の高度が変わる。出際のみ全身無敵で、直後のほんのわずかな時間だけ、下半身のみ無敵となる。攻撃判定はそれほど強くないため、潰されることもある。ガードキャンセル対応技。
ES版は3回連続で技を出し、根元からあたれば3ヒットする。最後の1回だけ若干斜め前方へ飛ぶ範囲が広い。無敵時間も通常時より長い。
ソウルフラッシュ
緑色の光の蝙蝠を拳から放つ。他のキャラクターの飛び道具とは異なり、飛距離が短く弾速も遅い。強で出すと速く飛ぶ分、すぐに消滅する。弱で出すと飛行速度が極端に遅くなるため、飛び道具というよりはその場で出してダッシュ時の壁にするなどの使い方をすることが多い。空中でも出すことが可能で、その場合は真横に向かって飛ぶ。性能は地上で出した時と同じ。『クロニクル』の「ヴァンパイアタイプ」では、空中版のみガードキャンセルに対応している。
ES版は、飛行時間が弱とほぼ同じで、飛距離が若干延び、ヒット数が3に増える。通常時と異なり、リリス本体が攻撃を受けても消滅しない。
メリーターン
翼を三日月状の刃に変え、回転しながら相手に向かって飛んでいく突進技。一定距離進むとその場に落ちる。出際がしゃがみガード不可であるほか、飛ぶ直前から足元の食らい判定が無くなり、相手の出した足払いなどを回避できる。ガードされた際の隙は大きい。『セイヴァー2』と家庭用『ハンター2』、および『クロニクル』の「ハンタータイプ」では空中でも使用可能。
ES版は通常時とは異なり、出際の威力が高く、最後の攻撃が当たった相手は体を切断されてダウンする。なお、攻撃判定自体は4回以上出現するが、4ヒットした時点で相手には一切当たらなくなる。
ミスティックアロー
掛け声とともに前方に向かって抱きつくようなモーションで飛びかかり、相手を片方の翼で掴む。そして、もう片方の翼を弓に変えて矢のように相手を飛ばし、画面端の壁に叩きつける。最初のステップ時のモーションは、反応が早い相手には避けられやすい。弱中強により、ステップの距離が変わり、掴むのに失敗すると「ゲロゲロ」と言って隙を晒す。
ES版は、壁にぶつかった相手が上に向かって大きく跳ね返り、そこに各種の攻撃や、全EX必殺技による追撃を叩き込める。
トゥピアス
『ヴァンパイア』のシステムのダウン追撃攻撃。放物線を描くようにして飛び上がり、相手を踏みつける。
ES版は、踏む回数が3回に増える。

### EX必殺技（超必殺技）
ルミナスイリュージョン
相手の方に飛んで行き、当たった相手を分身と挟み込んで連続攻撃を叩き込む。ヒット数は21。
言うならばリリス版「ダークネスイリュージョン」。コマンドも全く同じ。なお、「ダークネスイリュージョン」とは異なり、地上で出したものが空中の相手に当たったとき、もしくは空中で出したものが当たったときでも、技後の追い打ちを確実に決めることが可能。最後の攻撃であるジャンプ強キックが当たると、相手は体を切断されてダウンする。
『クロニクル』の「ヴァンパイアタイプ」では、このEX必殺技のみが使用できる。初代のモリガンと同じく、空中では発動できず、空中の相手にヒットした場合も乱舞が発動しない。
スプレンダーラブ
一糸纏わぬ姿となり、無数の蝙蝠を散開させて斜め前上方に向かって飛んでいく。攻撃の最大ヒット数は9だが、実際に9ヒットすることは無い。無敵時間は無い代わりに投げられ判定が無くなり、攻撃判定が横に広くなる。『セイヴァー2』および家庭用『ハンター2』のダークフォース中は高度の最高点が上昇し、ヒット数がさらに増加する。
グルーミーパペットショウ
シルクハットを投げ、当たった相手を強制的に踊らせる。2ゲージを消費し、技の最中はリリスがバニーガールの格好をする。シルクハットを食らった相手はお立ち台の上に乗り、幕に隠される。そして幕が開くと、ステッキを持ちシルクハットかぶった状態で登場する。幕が垂れ下がっている間に入力するコマンドが表示され、このコマンドの成否でダメージ量が大きく変化する。幕が開くとスタートし、入力の成否は相手の横に吹き出しで表示される。キャラクターによってボタンを押した際のモーションがあらかじめ決まっている。
30点未満で演出なし、30 - 49点で電気、50 - 69点で＋炎、70点以上で最後に氷結して相手はダウンする。台詞もそれに応じて変化する。入力するコマンドはBGMに合わせて設定されており、音楽ゲームの要素を持っている。
ゲージの消費量や当て辛さ、ボタン押しの成否によるダメージの大きな変化など、リスクが目立ち、シルクハットを当てたあとのプレイヤーの技術が大きく反映される技であり、劣勢を逆転させるには不向き。なお、最初に投げるシルクハットは全てのガードで防がれる。
マインドレスドール（ミミックドール）
『セイヴァー』のダークフォース。『セイヴァー2』および家庭用『ハンター2』ではEX必殺技となり、空中でも発動可能となった。自分の背後に分身を作り出す。分身はリリスの1テンポ遅れて同じ動きをする。リリスの攻撃力が4分の3になり分身は4分の1の攻撃力なので、攻撃の総ダメージ量は変化しない。ただし、攻撃次第では相当量のダメージを与えることができる。
マインドレスドール（ミラードール）
『セイヴァー』のダークフォースで、『セイヴァー2』および家庭用『ハンター2』には存在しない。相手を挟んで左右対称の分身を作り出す。モリガンの「アストラルビジョン」とほぼ同質のダークフォース。発動中はヒット数が倍に増え、攻撃力が半分になり、与えるダメージ量は変わらず、攻撃の反動がかからなくなる分、通常では不可能な連続技を決めることが可能、飛び道具だけは2倍のダメージに、といった点もモリガンと同じ。

### ゲーム以外での技
金の矢（仮称）
『ヴァンパイア セイヴァー 〜魂の迷い子〜』の第1話と最終話で使用した、漫画版オリジナルの技。魔力で金の矢を創り出し、羽根を弓に変形させて打ち出す。第1話では折れた街灯を媒体にして矢を創り出し、モリガンを撃退した。最終話ではモリガンと融合し完全体となった魔力と強い感情を以って、媒体を使わずに膨大なエネルギーの矢を創り出し、魔次元もろともジェダを消滅させた。

## 特殊なダメージモーション
ミッドナイトブリス（デミトリ）
パジャマ姿のリリス。持っているクッションを、血を吸われている最中に落とす。
王家の裁き（アナカリス）
赤い蝙蝠。リボンをつけているのが特徴。
とが首さらし（ビシャモン）
上半身のみで、台から腕を垂れさせている。
サングェ＝パッサーレ（ジェダ）
乳房が膨らむ。

## 登場ゲーム作品
- ヴァンパイアシリーズ
  - ヴァンパイア セイヴァー
  - ヴァンパイア ハンター2（家庭版）
  - ヴァンパイア セイヴァー2
  - ヴァンパイア セイヴァー EX エディション
  - ヴァンパイア クロニクル for Matching Service
  - ヴァンパイア クロニクル ザ カオスタワー
  - ヴァンパイア ダークストーカーズコレクション
- 鬼武者Soul
- オトレンジャー
- 他社
  - NAMCO x CAPCOM
  - SNK VS. CAPCOM 激突カードファイターズシリーズ
  - クロスエッジ
  - クイーンズブレイド リミットブレイク - 本人が登場する他、リリスの衣装を着たライラが登場[7]。

## 声の出演
- 小西寛子（『ヴァンパイア』シリーズ）
- 今井由香（『NAMCO x CAPCOM』、『クロスエッジ』）
- 沢城みゆき（『鬼武者Soul』）

## 備考
- 東まゆみによるコミカライズ作品『ヴァンパイア セイヴァー 〜魂の迷い子〜』では主役である。人間の少年・ジョーンとの出会いによりモリガンとの融合を拒み「リリス」として生きることを決意し、また性格や言動に『セイヴァー』で見られた特徴がないなど、（彼女に限ったことではないが）原作とはかなり異なるキャラクターとなっている。
- 業務用の『ハンター2』には参戦していないが、条件を満たすとエンディングの1枚絵で姿を見せる。
- 『ヴァンパイア セイヴァー EXエディション』ではショートカット機能をONにしてセレクトボタンを押しながら決定すると、カラーリングとボイスがモリガンと同じになる。キャラクターの性能やグラフィックは通常のリリスと同じだが、ボイスが全てモリガンのものに変化する（例として「ソウルフラッシュ」の掛け声が「ソウルフィスト」となるなど）。
- 『セイヴァー』のアーケードモードではリリスの乱入キャラクターはジェダだったが、『セイヴァー2』では最終ボスがジェダに固定されたため、乱入キャラクターは『セイヴァー』での最終ボスであったモリガンに変更されている。なお、家庭版『ハンター2』ではジェダのままである。